# XML外部実体攻撃
XML外部実体攻撃 (XML External Entity, XXE攻撃)はコンピュータセキュリティにおける脆弱性の一種で、一般にWebアプリケーションでみられる。XXEによって攻撃者はネットワークに接続されたサーバー内の通常保護されているはずのファイルを取得することが可能となる。
XML標準には外部一般パース済みエンティティ(外部エンティティ)という概念が存在する。XMLドキュメントのパース中に、パーサーはリンクを展開し結果のXMLドキュメントにURIのコンテンツを含める。
The Open Web Application Security Project (OWASP)は2017年トップ10のWebセキュリティリスクの4番目にXML外部実体攻撃を挙げた。このリスクの位置づけは可能性と影響の組み合わせによるものであり、必ずしもその脆弱性がひろく利用されていることを意味しない。2014年に出された前回のOWASP Top 10にXXEは含まれていなかった。
攻撃例:
```
<
?
xml
 
version=
"1.0"
 
encoding=
"utf-8"
?
>

<!DOCTYPE
 
test
 
[
 
    
<!ENTITY
 
xxeattack
 
SYSTEM
 
"file:///etc/passwd"
>
 

]>

<xxx
>
&xxeattack;
</xxx
>

```